# Base aérienne de Beauvechain
 (octobre 2022).
Si vous disposez d'ouvrages ou d'articles de référence ou si vous connaissez des sites web de qualité traitant du thème abordé ici, merci de compléter l'article en donnant les références utiles à sa vérifiabilité et en les liant à la section « Notes et références ».
La base aérienne de Beauvechain ( Nederlands: luchtmachtbasis van Bevekom) est une base aérienne militaire à Beauvechain en Belgique. Depuis 1955, le nom officiel est Kwartier Basis Lieutenant Colonel aviateur Ch. Roman.

## Historique
La base aérienne de Beauvechain (en néerlandais : Luchtmachtbasis van Bevekom) a été créée en 1936 sous le nom d'aérodrome Le Culot. Il a fallu attendre la Seconde Guerre mondiale pour qu'une base aérienne à part entière soit développée sous le commandement de la Luftwaffe allemande. Après le retrait des Allemands, l'US 9th Air Force l’utilisait comme base de distribution pour les besoins de base, comme la nourriture et les vêtements. 
En 1946, les Belges reprennent le contrôle de la base, mais ce n’est que le 24 octobre 1946 que l’histoire de la 1st Fighter Wing commence. En ce jour, 24 Spitfire débarquaient sur la base, portant les couleurs des 349e et 350e escadrille (Squadron – Sqn) de la Royal Air Force. Dans le courant des années 1950, le Wing était composé de sept Sqn, équipés des avions suivants : Spitfire, Harvard, Oxford, Mosquito, Meteor, CF 100, Hunter, T-33, RF84F et F104G.
Un élément important dans l'histoire de la base est son changement de nom en 1955 en “Base Lieutenant-Colonel Charles Roman” en souvenir du Chef de Corps décédé en service aérien.
Dans les années 1960, seules les 349 et 350 Sqn ont survécu aux plusieurs restructurations. Cependant, la base reste une partie importante de l'armée belge et, par extension, de l'OTAN. Entre 1979 et 1996, les célèbres F-16, le « fer de lance » de l'armée de l'air belge, voleront à partir de Beauvechain. Ensuite, ils seront déplacés vers les bases aériennes de Kleine-Brogel et Florennes. 
Après le départ des F-16, la base devient un centre de formation des pilotes de l'armée belge et le nouveau 1 Wing abrita l'École élémentaire de pilotage de Goetsenhoeven avec ses Marchetti et le 9e Wing d'entraînement de Brustem avec ses Alpha Jets et Fouga Magisters. 

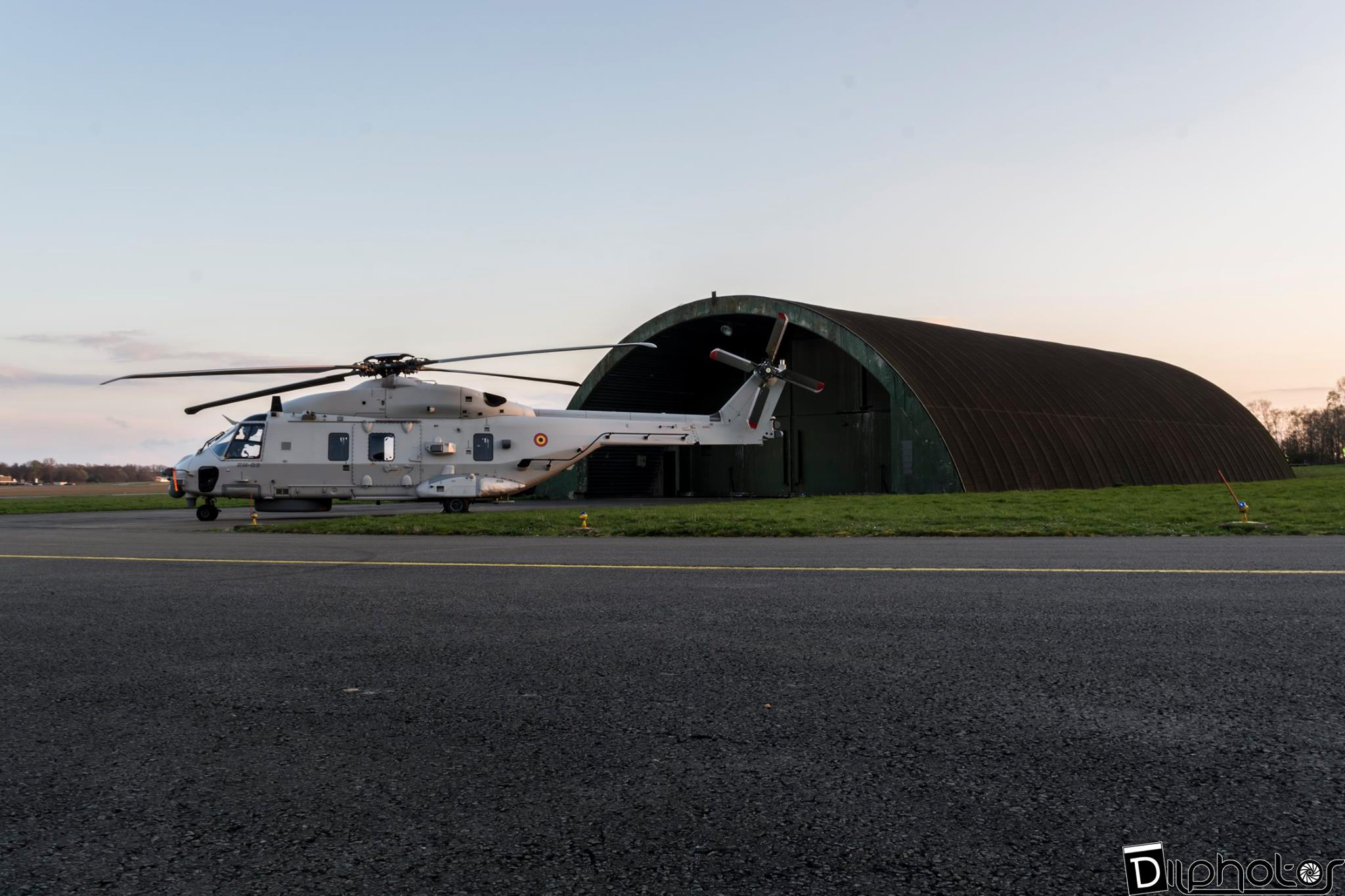
NH90 Belgian Air Force

En septembre 2010, à la suite de la fermeture de la base de Bierset, le Wing Heli débarque à Beauvechain et à nouveau, les missions du 1 Wing changent. En effet, depuis ce jour, le 1 Wing met en œuvre les hélicoptères A-109 et depuis le 2 octobre 2013, les hélicoptères NH90. 
Aujourd'hui, les avions d'entraînement italiens Marchetti SF260M et SF260D sont mis en œuvre par le Centre de Compétence AIR (CC Air) pour la formation des futures pilotes de la Défense. Ce sont également ces avions qui sont utilisés par le démo team Red Devils. Tandis que le 1 Wing met en œuvre les hélicoptères dont dispose la Défense, à savoir dix A109 et quatre NH90 version TTH (Tactical Transport Helicopter). Depuis le 19 juin 2014, la base de Coxyde fait partie du 1 Wing et met en œuvre les quatre hélicoptères NH90 version NFH (Nato Fregate Helicopter).

## La base aérienne de Beauvechain aujourd’hui
La base s'étend sur 650 hectares et se compose de trois parties: l'aéroport, le campement et le domaine La Chise. L'aéroport dispose de deux pistes asphaltées d'environ 3 000 m et 2 450 m. La Chise, l’ancien mess officier, est situé à l'extérieur de la base et est utilisé pour des réunions et des événements importants. 
Sept unités et deux détachements sont localisés sur la base ce qui représente plus de 1 400 personnes de tous grades et régimes linguistiques.
Le 1 Wing est l’unité principale de la base de Beauvechain avec plus ou moins 800 personnes qui en font partie. Elle assure des missions opérationnelles mais également d’appuis.
Le Centre de Compétence Air (CC Air) assure la formation de base de tous les futurs pilotes de la composante aérienne. En outre, il est également responsable de la formation spécifique de la plupart des métiers de la composante aérienne à l’exception des techniciens avions ou hélicoptères. 
Le Control and Reporting Center (CRC) veille de jour et de nuit à l'intégrité de l'espace aérien belgo-luxembourgeois. Les radaristes et les contrôleurs sont en alerte 24h/24 et 7j/7 pour détecter, identifier et réagir à tout mouvement aérien en cas d'incident. Outre la mission de défense aérienne, l'unité soutient la lutte contre le terrorisme dans le cadre de la défense du territoire et du programme de formation des pilotes de chasse.
Le Météo Wing est responsable de toutes les prévisions météorologiques. Les observations et les prévisions sont gérées de manière centralisée et mises à la disposition de toutes les unités militaires et de diverses organisations civiles.
L’Aviation Safety Directorate (ASD) est le conseiller de la composante aérienne belge dans tous les domaines de la sécurité aérienne. Il augmente l'efficacité opérationnelle en réduisant les risques associés aux opérations aériennes à un niveau acceptable.
La Field Accommodation Unit (FAU) est responsable de la gestion et de la construction des infrastructures temporaires nécessaires au déploiement de maximum 1 200 militaires, y compris un éventuel déploiement de la composante aérienne sur la base d'opérations déployable Host Nation Support Low (DOB HNS Low) et de fournir un soutien à la création d'un hôpital de campagne. 
Le Commandement provincial militaire du Brabant wallon assure la liaison directe entre la Nation et les unités militaires au niveau local.
La Musique Royale de la Force Aérienne se compose d'un orchestre à vent symphonique et de musiciens professionnels. Il s'est développé à travers 
l'histoire, grâce à un certain nombre de chefs d'orchestre illustres, pour devenir une équipe qui se classe actuellement parmi les meilleures au monde.
Un peloton Med Air est composé d'une dizaine de salariés et fait partie de la Composante Médicale, plus spécifiquement le 14 Bataillon Médical (14 Bn Med). Il assure le soutien médical de la Base Aérienne de Beauvechain sous toutes ses facettes.